# Charles Frey
Pour les articles homonymes, voir Frey.
Charles Frey, né le 26 février 1888 à Strasbourg et mort le 14 octobre 1955 dans la même ville, est un homme politique alsacien.

## Biographie
Fils d'un employé des PTT, il obtient son baccalauréat en 1906, puis suit des cours à la faculté de philosophie, puis à celle de droit et de sciences politiques. Journaliste, ayant fondé et dirigé le Nouveau journal, il devient chef du Parti républicain démocrate en 1919. Élu à quatre reprises député du Bas-Rhin à l'Assemblée nationale où il siège plus de 17 ans, il est également trois fois sous-secrétaire d'État au Commerce et à l'Industrie au début de janvier 1931 à février 1932. En 1936, il n'est pas réélu à l'Assemblée nationale.
En 1935, il est élu maire de Strasbourg. La ville était dirigée depuis 1929 par une coalition hétéroclite de communistes, d'ex-communistes et de cléricaux, unis tant bien que mal par l'autonomisme. Habilement, Charles Frey réussit à détacher d'eux les modérés dirigés par Michel Walter, effrayés par la dérive pro-nazie du maire Charles Hueber (mort en 1943, cet ex-communiste devait être enterré avec les honneurs par l'occupant). Entre les deux tours, modérés et nationaux concluent une alliance qui obtient vingt sièges contre seize à l'ancienne majorité. Quand a lieu l'appel, seize voix répondent donc « Ja ! » et vingt « Présent ! », Charles Frey est élu maire de Strasbourg et le drapeau tricolore revient flotter sur l'Hôtel de Ville où l'avait remplacé depuis six ans le drapeau alsacien rouge et blanc, le Rot un Wiss. Le journal Je suis partout écrira à son sujet que si on l'a dénoncé comme fasciste, « à son honneur, ce n'était pas toujours sans raison. » 
En septembre 1939, Charles Frey a le pénible devoir de superviser l'évacuation de sa ville, où il demeure jusqu'à la veille de l'arrivée de la Wehrmacht, avant de rejoindre Périgueux où il est le « maire des réfugiés ». De retour dès la libération de Strasbourg en novembre 1944, il est réélu maire en 1945. En 1947, il devance Pierre Pflimlin (MRP), sous l'étiquette du RPF tout juste fondé par De Gaulle. Il demeure en fonction jusqu'à sa mort en 1955, gérant la reconstruction de la ville.
Il est inhumé au cimetière Saint-Gall de Strasbourg.

## Postérité
Un quai de Strasbourg reliant le quai Finkwiller au quai Saint-Nicolas dans le quartier du Finkwiller porte son nom,.
Un Foyer de la jeunesse, qui était anciennement un orphelinat, situé dans le quartier du Neudorf à Strasbourg porte également son nom depuis 1957.
Un lycée a porté son nom jusqu'en janvier 2010, date à laquelle il a fusionné avec le lycée René Cassin. Son appellation complète est aujourd'hui lycée des métiers René-Cassin pôle professionnel Charles Frey.